# Primera divisió espanyola de futbol 1965-1966
Després d'un campionat molt igualat entre el Club Atlético de Madrid i el Reial Madrid Club de Futbol, el conjunt matalasser va aconseguir el títol gràcies al seu triomf per 0-2 a l'últim partit de lliga al camp de Sarrià.

## Equips participants
| Equips          | Ciutat     | Estadi                |
| --------------- | ---------- | --------------------- |
| Atlético Bilbao | Bilbao     | San Mamés             |
| Atlético Madrid | Madrid     | Metropolitano         |
| Barcelona       | Barcelona  | Camp Nou              |
| Córdoba         | Còrdova    | El Arcángel           |
| Elx             | Elx        | Altabix               |
| Espanyol        | Barcelona  | Sarrià                |
| Las Palmas      | Las Palmas | Insular               |
| Málaga          | Màlaga     | La Rosaleda           |
| Mallorca        | Palma      | Lluís Sitjar          |
| Pontevedra      | Pontevedra | Pasarón               |
| Real Betis      | Sevilla    | Benito Villamarín     |
| Real Madrid     | Madrid     | Santiago Bernabéu     |
| Sabadell        | Sabadell   | Creu Alta             |
| Sevilla         | Sevilla    | Ramón Sánchez Pizjuán |
| València        | València   | Mestalla              |
| Zaragoza        | Saragossa  | La Romareda           |

## Classificació general
| Pos | Equip               | PJ | PG | PE | PP | GF | GC | DG  | Pts | Classificació o descens      |
| --- | ------------------- | -- | -- | -- | -- | -- | -- | --- | --- | ---------------------------- |
| 1   | Atlético Madrid (C) | 30 | 18 | 8  | 4  | 54 | 20 | +34 | 44  | Clas. per la Copa d'Europa   |
| 2   | Real Madrid         | 30 | 19 | 5  | 6  | 53 | 30 | +23 | 43  | Clas. per la Copa d'Europa   |
| 3   | Barcelona           | 30 | 16 | 6  | 8  | 51 | 27 | +24 | 38  | Convidat a la Copa de Fires  |
| 4   | Zaragoza            | 30 | 14 | 8  | 8  | 47 | 29 | +18 | 36  | Clas. per la Recopa d'Europa |
| 5   | Atlético Bilbao     | 30 | 14 | 6  | 10 | 43 | 32 | +11 | 34  | Convidat a la Copa de Fires  |
| 6   | Elx                 | 30 | 12 | 8  | 10 | 36 | 37 | −1  | 32  |                              |
| 7   | Pontevedra          | 30 | 13 | 5  | 12 | 31 | 34 | −3  | 31  |                              |
| 8   | Sevilla             | 30 | 9  | 9  | 12 | 27 | 38 | −11 | 27  | Convidat a la Copa de Fires  |
| 9   | València            | 30 | 11 | 5  | 14 | 40 | 35 | +5  | 27  | Convidat a la Copa de Fires  |
| 10  | Las Palmas          | 30 | 9  | 8  | 13 | 32 | 39 | −7  | 26  |                              |
| 11  | Córdoba             | 30 | 10 | 5  | 15 | 34 | 42 | −8  | 25  |                              |
| 12  | Espanyol            | 30 | 7  | 10 | 13 | 31 | 48 | −17 | 24  |                              |
| 13  | Málaga (R)          | 30 | 8  | 8  | 14 | 24 | 37 | −13 | 24  | Promoció de descens          |
| 14  | Sabadell (O)        | 30 | 10 | 3  | 17 | 30 | 46 | −16 | 23  | Promoció de descens          |
| 15  | Mallorca (R)        | 30 | 9  | 5  | 16 | 40 | 55 | −15 | 23  | Descens a Segona Divisió     |
| 16  | Real Betis (R)      | 30 | 7  | 9  | 14 | 36 | 60 | −24 | 23  | Descens a Segona Divisió     |

## Resultats
| Casa \ Fora     | ATB | ATM | BAR | BET | CÓR | ELC | ESP | LPA | MÁL | MLL | PON | RMA | SAB | SEV | VAL | ZAR |
| --------------- | --- | --- | --- | --- | --- | --- | --- | --- | --- | --- | --- | --- | --- | --- | --- | --- |
| Atlético Bilbao | —   | 0–2 | 1–0 | 6–1 | 3–2 | 2–0 | 3–1 | 1–1 | 1–1 | 4–0 | 2–0 | 2–0 | 3–0 | 1–0 | 1–0 | 2–0 |
| Atlético Madrid | 1–0 | —   | 0–1 | 3–0 | 2–0 | 3–0 | 5–2 | 2–0 | 1–0 | 1–0 | 4–0 | 1–1 | 3–0 | 6–1 | 2–2 | 0–1 |
| CF Barcelona    | 1–0 | 1–4 | —   | 4–1 | 3–1 | 0–0 | 4–2 | 3–2 | 4–0 | 3–1 | 3–0 | 2–1 | 5–0 | 3–0 | 1–2 | 0–1 |
| Betis           | 2–0 | 1–2 | 0–0 | —   | 0–4 | 2–1 | 1–1 | 1–0 | 4–0 | 1–2 | 3–0 | 1–2 | 2–1 | 1–2 | 1–1 | 1–0 |
| Córdoba CF      | 1–0 | 0–1 | 0–0 | 3–3 | —   | 1–0 | 2–1 | 1–1 | 1–0 | 2–0 | 0–2 | 1–2 | 3–0 | 0–0 | 1–0 | 2–1 |
| Elx CF          | 0–0 | 0–0 | 1–0 | 1–1 | 2–0 | —   | 3–0 | 1–1 | 0–2 | 3–2 | 2–0 | 1–0 | 0–0 | 1–1 | 2–1 | 3–1 |
| RCD Espanyol    | 3–4 | 0–2 | 1–1 | 1–1 | 1–0 | 0–3 | —   | 1–1 | 3–2 | 1–1 | 2–0 | 1–1 | 2–1 | 1–0 | 2–0 | 1–1 |
| UD Las Palmas   | 1–1 | 1–1 | 2–1 | 4–1 | 5–1 | 1–0 | 1–1 | —   | 2–0 | 0–0 | 0–1 | 1–2 | 1–0 | 1–0 | 0–2 | 2–1 |
| CD Málaga       | 2–0 | 1–1 | 1–0 | 1–1 | 1–3 | 0–1 | 0–0 | 1–0 | —   | 2–1 | 0–0 | 0–0 | 2–0 | 0–1 | 2–1 | 0–1 |
| RCD Mallorca    | 3–1 | 0–0 | 1–2 | 4–0 | 2–1 | 4–2 | 3–0 | 4–1 | 2–2 | —   | 0–3 | 2–5 | 0–1 | 2–1 | 2–0 | 0–0 |
| Pontevedra CF   | 3–0 | 1–0 | 2–0 | 0–0 | 1–1 | 1–1 | 3–0 | 1–0 | 3–0 | 2–1 | —   | 1–3 | 2–1 | 2–1 | 2–0 | 1–1 |
| Real Madrid     | 2–0 | 3–1 | 1–3 | 2–0 | 2–1 | 2–1 | 0–0 | 3–1 | 1–0 | 5–1 | 1–0 | —   | 1–0 | 4–0 | 2–1 | 2–0 |
| CE Sabadell FC  | 1–2 | 0–1 | 1–3 | 4–1 | 2–1 | 3–4 | 2–0 | 1–0 | 3–2 | 1–0 | 1–0 | 1–1 | —   | 2–2 | 0–1 | 3–1 |
| Sevilla CF      | 0–0 | 1–1 | 1–1 | 1–1 | 2–1 | 2–0 | 0–2 | 0–1 | 0–1 | 3–1 | 1–0 | 2–1 | 2–0 | —   | 1–1 | 1–1 |
| València CF     | 1–1 | 1–2 | 0–2 | 6–3 | 1–0 | 1–2 | 2–1 | 4–0 | 1–0 | 4–1 | 4–0 | 3–0 | 0–1 | 0–1 | —   | 0–0 |
| Zaragoza        | 3–2 | 2–2 | 0–0 | 4–1 | 4–0 | 6–1 | 1–0 | 3–1 | 1–1 | 4–0 | 2–0 | 2–3 | 1–0 | 2–0 | 2–0 | —   |

## Promoció de descens
| Equip 1  | Global | Equip 2    | Anada | Tornada |
| -------- | ------ | ---------- | ----- | ------- |
| Sabadell | 2-0    | Celta Vigo | 2-0   | 0-0     |
| Granada  | 3-2    | Málaga     | 2-1   | 1-1     |

## Resultats finals
- Classificat per disputar la Copa d'Europa: Atlético de Madrid
- Classificat per disputar la Recopa d'Europa: Real Zaragoza
- Descensos: Betis, Málaga CF i Real Mallorca
- Ascensos: Deportivo La Coruña, Granada CF i Hèrcules CF

## Màxims golejadors
| Golejador              | Gols | Equip           |
| ---------------------- | ---- | --------------- |
| Vavá II                | 19   | Elx CF          |
| Luis Aragonés          | 18   | Atlético Madrid |
| Nemesio Martín Montijo | 14   | Pontevedra CF   |
| Javier Ormaza Garay    | 14   | Atlético Bilbao |
| Danny Bergara          | 13   | RCD Mallorca    |